# Aphnaeus fusca
Aphnaeus fusca är en fjärilsart som beskrevs av Moore 1881. Aphnaeus fusca ingår i släktet Aphnaeus och familjen juvelvingar. Inga underarter finns listade i Catalogue of Life.